# Coupe Volpi de la meilleure interprétation féminine

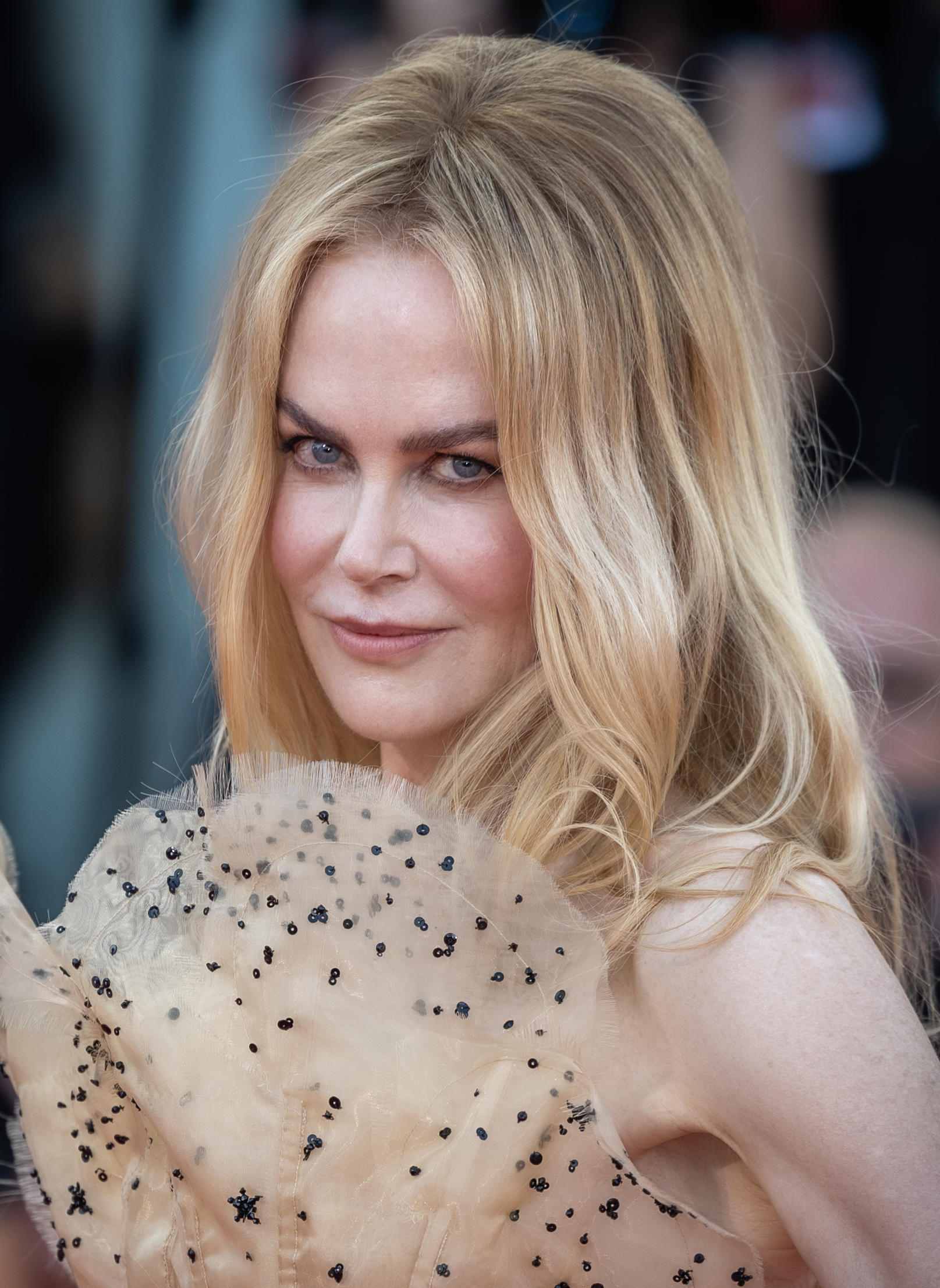
En 2024 : Nicole Kidman remporte la coupe Volpi pour son rôle dans Babygirl.

La coupe Volpi de la meilleure interprétation féminine (Coppa Volpi per la migliore interpretazione femminile) est une récompense cinématographique italienne remise chaque année depuis 1932 lors de la Mostra de Venise.

## Historique
À sa création, le prix était appelé « médaille d'or de la meilleure actrice », puis de 1983 à 1987 simplement « meilleure actrice ».

## Palmarès

### Années 1930
- 1932 : Helen Hayes pour le rôle de Madelon Claudet dans La Faute de Madelon Claudet (The Sin of Madelon Claudet) de Edgar Selwyn
- 1933 : Non décerné
- 1934 : Katharine Hepburn pour le rôle de Josephine « Jo » March Les Quatre Filles du docteur March (Little Women) de George Cukor
- 1935 : Paula Wessely pour le rôle de Valerie Gärtner dans Épisode de Walter Reisch
- 1936 : Annabella pour le rôle de Jeanne de Corlaix dans Veille d'armes de Marcel L'Herbier
- 1937 : Bette Davis pour le rôle de Louise « Fluff » Phillips dans Le Dernier Round (Kid Galahad) de Michael Curtiz, et de Mary Dwight Strauber dans Femmes marquées (Marked Women) de Lloyd Bacon
- 1938 : Norma Shearer pour le rôle de Marie-Antoinette d'Autriche dans Marie Antoinette de W. S. Van Dyke
- 1939—1946 : Non décerné

### Années 1940
- 1947 : Anna Magnani pour le rôle d'Angelina Bianchi L'Honorable Angelina (L'Onorevole Angelina) de Luigi Zampa
- 1948 : Jean Simmons pour le rôle d'Ophélie dans Hamlet de Laurence Olivier
- 1949 : Olivia de Havilland pour le rôle de Virginia Cunningham dans La Fosse aux serpents (The Snake Pit) de Anatole Litvak

### Années 1950
- 1950 : Eleanor Parker pour le rôle de Marie Allen dans Femmes en cage (Caged) de John Cromwell
- 1951 : Vivien Leigh pour le rôle de Blanche DuBois dans Un tramway nommé Désir (A Streetcar Named Desire) de Elia Kazan
- 1952 : Non décerné
- 1953 : Lilli Palmer pour le rôle d'Abby Edwards dans The Four Poster d'Irving Reis
- 1954 : Non décerné
- 1956 : Maria Schell pour le rôle de Gervaise Macquart dans Gervaise de René Clément
- 1957 : Dzidra Ritenberga pour le rôle de Malva dans Malva de Vladimir Braun
- 1958 : Sophia Loren pour le rôle de Rose Bianco dans L'Orchidée noire (The Black Orchid) de Martin Ritt
- 1959 : Madeleine Robinson pour le rôle de Thérèse Marcoux dans À double tour de Claude Chabrol

### Années 1960
- 1960 : Shirley MacLaine pour le rôle de Fran Kubelik dans La Garçonnière (The Apartment) de Billy Wilder
- 1961 : Suzanne Flon pour le rôle de Mme Cordier dans Tu ne tueras point de Claude Autant-Lara
- 1962 : Emmanuelle Riva pour le rôle de Thérèse Desqueyroux dans Thérèse Desqueyroux de Georges Franju
- 1963 : Delphine Seyrig pour le rôle de Hélène Aughain dans Muriel ou le Temps d'un retour de Alain Resnais
- 1964 : Harriet Andersson pour le rôle de Louise dans Aimer de Jörn Donner
- 1965 : Annie Girardot pour le rôle de Kay dans Trois Chambres à Manhattan de Marcel Carné
- 1966 : Natalia Arinbassarova pour le rôle d'Altynaï dans Le Premier Maître (Pervyy uchitel) d'Andreï Kontchalovski
- 1967 : Shirley Knight pour le rôle de Lula dans Dutchman (en) d'Anthony Harvey
- 1968 : Laura Betti pour le rôle de la servante dans Théorème (Teorema) de Pier Paolo Pasolini
- 1969-1982 : Non décerné

### Années 1980
- 1983 : Darling Légitimus pour le rôle de M'man Tine dans Rue Cases-Nègres de Euzhan Palcy
- 1984 : Pascale Ogier pour le rôle de Louise dans Les Nuits de la pleine lune de Éric Rohmer
- 1985 : Non décerné
- 1986 : Valeria Golino pour le rôle de Bruna Assecondati dans Storia d'amore de Francesco Maselli
- 1987 : Kang Soo-yeon pour le rôle d'Ok-nyeo dans La Mère porteuse (Sibaji) de Im Kwon-taek
- 1988 : (ex æquo) Shirley MacLaine pour le rôle de Mme Yuvline Soutatzka dans Madame Sousatzka de John Schlesinger, et Isabelle Huppert pour le rôle de Marie Latour dans Une affaire de femmes de Claude Chabrol
- 1989 : (ex æquo) Peggy Ashcroft et Geraldine James pour les rôles de Lilian Huckle et Harriet Ambrose dans She's Been Away de Peter Hall

### Années 1990
- 1990 : Gloria Münchmeyer pour le rôle de Lucrecia dans La luna en el espejo de Silvio Caiozzi
- 1991 : Tilda Swinton pour le rôle d'Isabelle de France dans Edward II de Derek Jarman
- 1992 : Gong Li pour le rôle de Qiu Ju dans Qiu Ju, une femme chinoise (Qiu Ju da guan si) de Zhang Yimou
- 1993 : Juliette Binoche pour le rôle de Julie de Courcy dans Trois Couleurs : Bleu de Krzysztof Kieślowski
- 1994 : Maria de Medeiros pour le rôle de Maria dans Três Irmãos de Teresa Villaverde
- 1995 : (ex æquo) Isabelle Huppert et Sandrine Bonnaire pour les rôles de Jeanne Marchal et Sophie Bonhomme dans La Cérémonie de Claude Chabrol
- 1996 : Victoire Thivisol pour le rôle de Ponette dans Ponette de Jacques Doillon
- 1997 : Robin Tunney pour le rôle de Marcy dans Niagara, Niagara de Bob Gosse
- 1998 : Catherine Deneuve pour le rôle de Marianne Malivert dans Place Vendôme de Nicole Garcia
- 1999 : Nathalie Baye pour le rôle de « Elle » dans Une liaison pornographique de Frédéric Fonteyne

### Années 2000
- 2000 : Rose Byrne pour le rôle de BG dans La Déesse de 1967 de Clara Law
- 2001 : Sandra Ceccarelli pour le rôle de Maria dans Luce dei miei occhi de Giuseppe Piccioni
- 2002 : Julianne Moore pour le rôle de Cathleen « Cathy » Whitaker dans Loin du paradis (Far from Heaven) de Todd Haynes
- 2003 : Katja Riemann pour le rôle de Lena Fischer à 33 ans dans Rosenstrasse de Margarethe von Trotta
- 2004 : Imelda Staunton pour le rôle de Vera Drake dans Vera Drake de Mike Leigh
- 2005 : Giovanna Mezzogiorno pour le rôle de Sabina dans La Bête dans le cœur (La Bestia nel cuorede) de Cristina Comencini
- 2006 : Helen Mirren pour le rôle de la reine Élisabeth II dans The Queen de Stephen Frears
- 2007 : Cate Blanchett pour le rôle de Jude Quinn dans I'm Not There de Todd Haynes
- 2008 : Dominique Blanc pour le rôle d'Anne-Marie dans L'Autre de Patrick Mario Bernard et Pierre Trividic
- 2009 : Ksenia Rappoport pour le rôle de Margherita dans L'Heure du crime de Giuseppe Capotondi

### Années 2010
- 2010 : Ariane Labed pour le rôle de Marina dans Attenberg d'Athiná-Rachél Tsangári
- 2011 : Deannie Yip pour le rôle de Chung Chun-to dans Une vie simple de Ann Hui
- 2012 : Hadas Yaron pour le rôle de Shira Mendelman Le cœur a ses raisons de Rama Burshtein
- 2013 : Elena Cotta pour le rôle de Rosa dans Palerme d'Emma Dante
- 2014 : Alba Rohrwacher pour le rôle de Mina dans Hungry Hearts de Saverio Costanzo
- 2015 : Valeria Golino pour le rôle d'Anna Ruotolo dans Par amour de Giuseppe M. Gaudino
- 2016 : Emma Stone pour le rôle de Mia Dolan dans La La Land de Damien Chazelle
- 2017 : Charlotte Rampling pour le rôle de Hannah dans Hannah de Andrea Pallaoro
- 2018 : Olivia Colman pour le rôle de la reine Anne dans La Favorite de Yórgos Lánthimos
- 2019 : Ariane Ascaride pour le rôle de Sylvie dans Gloria Mundi de Robert Guédiguian

### Années 2020
- 2020 : Vanessa Kirby pour le rôle de Martha dans Pieces of a Woman de Kornél Mundruczó
- 2021 : Penélope Cruz pour le rôle de Janis dans Madres paralelas de Pedro Almodóvar
- 2022 : Cate Blanchett pour le rôle de Lydia Tár dans Tár de Todd Field
- 2023 : Cailee Spaeny pour le rôle de Priscilla Presley dans Priscilla de Sofia Coppola
- 2024 : Nicole Kidman pour le rôle de Romy dans Babygirl de Halina Reijn

## Récompenses multiples
Quatre actrices ont obtenu le prix à deux reprises : Shirley MacLaine (1960 et 1988), Valeria Golino (1986 et 2015), Isabelle Huppert (1988 et 1995) et Cate Blanchett (2007 et 2022).